# Erie BayHawks 2019-2020
La stagione 2019-20 degli Erie BayHawks fu la 1ª nella NBA D-League per la franchigia.
Gli Erie BayHawks al momento dell'interruzione della stagione a causa della pandemia da COVID-19, erano quarti nella Southeast Division con un record di 13-30.

## Roster
| N° | Naz.                    | Ruolo | Sportivo                 | Anno | Alt. | Peso |
| -- | ----------------------- | ----- | ------------------------ | ---- | ---- | ---- |
| 0  | Canada (bandiera)       | G     | Nickeil Alexander-Walker | 1998 | 196  | 93   |
| 2  | Stati Uniti (bandiera)  | A     | Quinton Chievous         | 1992 | 198  | 102  |
| 5  | Stati Uniti (bandiera)  | G     | Josh Gray                | 1993 | 185  | 82   |
| 6  | Stati Uniti (bandiera)  | G     | Jalen Adams              | 1995 | 191  | 88   |
| 7  | Stati Uniti (bandiera)  | G     | E.C. Matthews            | 1995 | 196  | 91   |
| 7  | Stati Uniti (bandiera)  | G     | Stephen Thompson         | 1997 | 193  | 84   |
| 9  | Stati Uniti (bandiera)  | G     | Javon Bess               | 1996 | 198  | 100  |
| 12 | Stati Uniti (bandiera)  | G     | Tony Carr                | 1997 | 196  | 91   |
| 13 | Stati Uniti (bandiera)  | A     | Ike Anigbogu             | 1998 | 206  | 114  |
| 13 | Regno Unito (bandiera)  | C     | Kavell Bigby-Williams    | 1995 | 211  | 113  |
| 14 | RD del Congo (bandiera) | C     | Hervé Kabasele           | 1996 | 208  | 95   |
| 20 | Stati Uniti (bandiera)  | G     | Scottie Lindsey          | 1996 | 196  | 95   |
| 21 | Stati Uniti (bandiera)  | G     | Rakim Sanders            | 1989 | 196  | 103  |
| 22 | Stati Uniti (bandiera)  | A     | Taren Sullivan           | 1995 | 198  | 100  |
| 23 | Stati Uniti (bandiera)  | G     | Bronson Koenig           | 1994 | 193  | 88   |
| 24 | Stati Uniti (bandiera)  | G     | Aubrey Dawkins           | 1995 | 198  | 93   |
| 25 | Slovenia (bandiera)     | A     | Vlatko Čančar            | 1997 | 203  | 107  |
| 33 | Stati Uniti (bandiera)  | A     | Vitto Brown              | 1995 | 203  | 104  |
| 45 | Stati Uniti (bandiera)  | A     | Zylan Cheatham           | 1995 | 203  | 100  |

## Staff tecnico
- Allenatore: Ryan Pannone
- Vice-allenatori: Greivis Vásquez, Mery Andrade, T.J. Saint